# 롯데전자
롯데전자는 롯데그룹 계열의 옛 대한민국 전자제품 생산 회사였다. 1973년에 일본 파이오니아와 합작으로 설립되어 오디오·카세트 전자제품만을 주력으로 생산했다. 2004년까지 국제전화 선불카드, 비데, 무선랜, 디지털도어록, 지문인식기 등의 제품도 생산하였다.

## 연혁
- 1973년 : 롯데파이오니아 설립
- 1980년 : 오디오 '파이오니아' 생산
- 1990년 : 세계 최초로 컴포넌트 오디오 생산 및 대한민국 최초 레이저 디스크 플레이어 생산
- 1991년 : 파이오니아와 결별, 롯데전자로 기업명 변경 '롯데매니아' 브랜드 도입 및 카세트 '아이비' 생산
- 1996년 : 롯데미니920 생산
- 2004년 : 롯데정보통신과 흡수합병 (일부 상표는 롯데알미늄에 흡수됨)